# 阿老瓦丁 (平章政事)
阿老瓦丁（?—?），元朝大臣，元成宗时中书平章政事。
元贞元年（1295年）由江浙行省平章政事入为中书省参知政事，后来出任陕西行省平章政事。大德七年（1303年），担任中书省平章政事。大德八年（1303年），出任为江浙行省平章政事。